# Xaphoon
El xaphoon (  /zæˈfuːn/  ) o xafón es un instrumento de viento de madera, sin llaves, de una sola lengüeta. Tiene un taladro cerrado y muy ligeramente abocinado. El xaphoon tiene una gama cromática completa de dos octavas y salta en la duodécima como el clarinete.

## Historia
El primer xafón, confeccionado con una caña de bambú en 1972, fue obra de Brian Wittman, saxofonista y multinstrumentista hawaiano, que buscaba crear un instrumento para un niño pequeño al quien le gustaba el sonido del saxofón. No consiguiendo obtener un sonido satisfactorio con una flauta de bambú improvisada, Wittman cortó una abertura para la boquilla y le colocó una caña de saxo tenor . Wittman quedó impresionado por el sonido de tan sencillo instrumento. Después de tocarlo en presentaciones, otros músicos compartieron su entusiasmo; Wittman perfeccionó el instrumento, lo patentó y comenzó su fabricación y venta. 

## Descripción general
El xaphoon suena semejante al clarinete o al saxofón, y es utilizado frecuentemente en el jazz o el klezmer, y para tocar música de otras tradiciones. Utiliza una caña de saxofón tenor estándar. El xaphoon tiene nueve orificios: ocho en el frente y uno en la parte posterior para el pulgar izquierdo, por lo que se asemeja a la configuración de una flauta dulce . Las digitaciones del xafón, sin embargo, son diferentes tanto a las de un saxofón como a las de una flauta dulce.
En la afinación más común, en C, mide 12,5 pulgadas o 32 cm de largo. Al tener un taladro cerrado en lugar de abierto como la flauta dulce, su rango es una octava por debajo de las flautas dulces de longitud comparable; la nota más baja de la flauta soprano es C5, mientras que la del xaphoon en C es una octava más baja, C4. El rango estándar es de dos octavas, aunque los instrumentistas experimentados pueden ampliar algo el rango.  Debido a su corta longitud y al gran tamaño de los orificios para los dedos, el tono de las notas individuales se puede ajustar parcialmente, lo que hace que el xaphoon sea adecuado para tocar escalas musicales con tonos intermedios, como las turcas, de Oriente Medio, India, y otras escalas fuera de la tradición europea. El xaphoon es similar al chalumeau, un instrumento europeo de lengüeta única sin llave que fue el antepasado del clarinete, y que tiene un rango comparable. Aunque tiene una escala cromática completa, el fabricante lo considera un instrumento principalmente diatónico, capaz de tocar bien en un número reducido de claves. 